# Hudson River Wind Meditations
Hudson River Wind Meditations ist ein Solo-Instrumentalalbum des amerikanischen Rockmusikers Lou Reed, das Ambient-Gitarren- und Keyboard-Geräuschschleifen enthält. Es wurde im April 2007 von Sounds True veröffentlicht. Produzenten waren Reed und Hal Willner. Es ist Reeds letztes Album.

## Produktion
Reed schrieb im Oktober 2006 für das CD-Booklet, er habe diese Musik zunächst für sich selbst komponiert, als Ergänzung zur Meditation, zum Tai Chi, zur Körperarbeit und als Musik, die im Hintergrund des Lebens spielt – um die alltägliche Kakophonie durch neue und geordnete Klänge unvorhersehbarer Natur zu ersetzen.
Als Reed sein Werk zu seinem Tai-Chi-Kurs mitbrachte, baten seine Mitschüler darum, es ausleihen zu dürfen. Daraufhin veröffentlichte er es über ein kleines Label, das sich auf New-Age-Produkte spezialisiert hatte. Im Interview sagte er dazu, er wolle nicht, dass die Rocker denken, dass es hier Rock’n’Roll-Songs gibt, wie es bei Metal Machine Music der Fall war.
Der Name des Albums verweist auf den Fluss Hudson River, der auch durch New York City fließt. Das Coverfoto stammt von Reed, dessen photographische Arbeiten in mehreren Büchern veröffentlicht wurden.
Reed war Privatschüler von Tai Chi Meister Ren Guang-Yi. Er schrieb auch die Musik und gab den Sprecher für dessen 2006 erschienene Lehr-DVD Chen Taijiquan – Lao Jia Yi Lu & Straight Sword. Meister Ren führte während vieler Live-Auftritte von Reed Tai Chi auf der Bühne vor.

## Titelliste
Alle Titel wurden von Lou Reed geschrieben.
1. Move Your Heart – 28:54
2. Find Your Note – 31:35
3. Hudson River Wind (Blend the Ambiance) – 1:50
4. Wind Coda – 5:23

## Rezeption
Thom Jurek schrieb für AllMusic, dass das Album für diejenigen, die eine Begleitung für fast jede Art von spiritueller Praxis oder Körperarbeit suchen, die Atmosphäre vertiefen würde; wer Rock & Roll sucht, sollte sich besser woanders umsehen.